# Кулдизький район
Кулдизький район (латис. Kuldīgas rajons) — район Латвії. Межує з Тукумським, Вентспілським, Лієпайським, Талсійським та Салдуським районами Латвії.
Адміністративний центр району — місто Кулдига.
Площа району — 2 499,87 км².